# Anisocentropus fijianus
Anisocentropus fijianus là một loài Trichoptera trong họ Calamoceratidae. Chúng phân bố ở miền Australasia.